# Trichacis didas
Trichacis didas är en stekelart som först beskrevs av Walker 1836.  Trichacis didas ingår i släktet Trichacis och familjen gallmyggesteklar. Inga underarter finns listade i Catalogue of Life.